# Campionati del mondo di ciclismo su pista 1893
I campionati del mondo di ciclismo su pista 1893 (en.: 1893 ICA Track Cycling World Championships) si svolsero a Chicago, negli Stati Uniti, tra l'11 ed il 12 agosto 1893.
Si trattò della prima edizione ufficiale dei campionati del mondo: precedentemente si svolgevano degli eventi descritti come campionati mondiale ma privi di riconoscimento da una qualunque autorità in campo ciclistico mondiale. Con la nascita dell'International Cycling Association nel 1892 fu quindi possibile organizzare la prima edizione ufficiale dei campionati.
A Chicago, nell'ambito della Fiera Colombiana di quell'anno, furono quindi disputate tre gare: la velocità sulla distanza del miglio, il mezzofondo dietro motori su 100 chilometri e la velocità su 10 chilometri, oggi chiamata scratch; non fu invece disputata la gara a squadre inizialmente prevista. Le gare erano aperte solamente ai dilettanti, i vincitori ricevettero una medaglia d'oro, tutti gli altri una d'argento.

## Programma
11 agosto
- Velocità 10 km maschile

12 agosto
- Velocità 1 miglio 1 miglio maschile
- Mezzofondo 100 km maschile

## Medagliere
| Pos.   | Nazione               | Oro | Argento | Bronzo | Totale |
| ------ | --------------------- | --- | ------- | ------ | ------ |
| 1      | Stati Uniti d'America | 2   | 3       | 2      | 7      |
| 2      | Transvaal             | 1   | 0       | 0      | 1      |
| Totale | Totale                | 3   | 3       | 2      | 8      |

## Podi
| Eventi                     | Vincitore                              | Prestazione | Secondo                                | Prestazione | Terzo                                  | Prestazione   |
| Gare maschili              |                                        |             |                                        |             |                                        |               |
| Velocità 1 miglio dettagli | Arthur Zimmerman Stati Uniti d'America | 2'27"40     | John Johnson Stati Uniti d'America     | a 35 piedi  | Julian Pye Bliss Stati Uniti d'America | a 35 piedi    |
| Mezzofondo dettagli        | Laurens Meintjes Transvaal             | 2h46'12"    | Emil Ulbrecht Stati Uniti d'America    |             | non assegnato                          | non assegnato |
| Velocità 10 km dettagli    | Arthur Zimmerman Stati Uniti d'America | 15'56"20    | Julian Pye Bliss Stati Uniti d'America |             | John Johnson Stati Uniti d'America     |               |